# Rise, Östersunds kommun
Rise är en by i Lockne distrikt (Lockne socken) i Östersunds kommun, Jämtlands län (Jämtland). Byn ligger vid länsväg 560, länsväg 571 och Inlandsbanan, mellan grannbyn Ångsta i väster och Locknesjön i öster och söder. I byn finns bland annat Ångsta kvarn. Här fanns tidigare en hållplats längs Inlandsbanan, Ångsta hållplats med trafikplatssignatur Åga.
2020 avgränsade SCB en småort här.